# Esquelbecq
 Esquelbecq  (en neerlandés Ekelsbeke) es una población y comuna francesa, en la región de Norte-Paso de Calais, departamento de Norte, en el distrito de Dunkerque y cantón de Wormhout.

## Demografía
| 1517 | 1559 | 1592 | 1907 | 1979 | 2124 |
| Para los censos de 1962 a 1999 la población legal corresponde a la población sin duplicidades (Fuente: INSEE [Consultar]) |      |      |      |      |      |